# Оллі Марс
Оллі Марс (англ. Olly Murs, повне ім'я Оллі Стенлі Марс, англ. Oliver Stanley Murs; (нар. 14 травня 1984, Вітем, графство Ессекс) — британський співак, музикант, актор, хореограф, телеведучий. Став відомим у 2009 році після участі в 6-му сезоні британського шоу «X Factor».

## Біографія

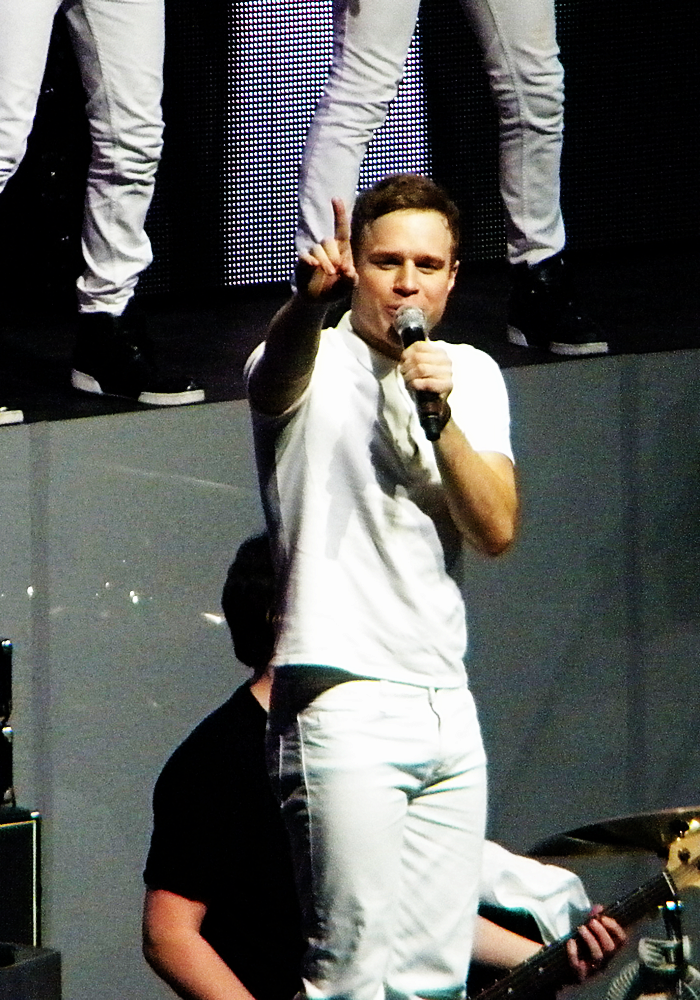
Оллі Марс під час туру учасників X-Factor у 2010 році

Батьки Олівера Стенлі Марса — Вікторія і Пітер Марс. У нього є брат-близнюк Бен Марс і сестра Фау Марс. Оллі навчався в початковій школі Howbridge у Вітемі, потім в середній школі Notley в Брайнтрі, де був нападником в шкільній футбольній команді. Він є вболівальником футбольної команди Manchester United, і був членом футбольного клубу Witham Town. Після травми йому довелося піти з команди. До Х-фактора, Марс працював консультантом в Prime Appointments у Витемі. Також брав участь у ТБ-шоу Deal or No Deal, де виграв £10.

## Дискографія
- Olly Murs (2010)
- In Case You Didn't Know (2011)
- Right Place Right Time (2012)